# Macetown
Macetown er en historisk guldgraverby i Otagoregionen på Sydøen i New Zealand. Byen blev grundlagt i 1862 af de 3 Macebrødre John, Charles og Harry, som byen er opkaldt efter.
Da guldgravningen og dermed byen var på sit højeste, var der 3.000 indbyggere i byen, som desuden havde 2 hoteller, en skole og en kirke. Efterhånden som guldet forsvandt, forsvandt indbyggerne ligeledes, og i dag er byen en spøgelsesby, og kun 2 bygninger står tilbage.
Byen ligger nord for Arrowtown, og for at køre til byen starter man i Arrowtown og kører op ad Arrow River. Vejen er meget kuperet og man skal krydse floden hele 25 gange, hvorfor det er en umulig opgave, hvis man ikke kører i en 4-hjulstrækker.